# ستار وورز جيدي: فالين أوردر
ستار وورز جِيدي: فالين أوردر (بالإنجليزية:Star Wars Jedi: Fallen Order)، هي لعبة فيديو قادمة من نوع أكشن مغامرات، والتي تم تطويرها من قبل ستديو ريسباون إنترتينمنت الأمريكية، والناشر إلكترونيك آرتس، يتم إصدار اللعبة بتاريخ 15 نوفمبر 2019، وستعمل على منصة إكس بوكس ون، بلاي ستيشن 4 ومايكروسوفت ويندوز.

## روابط خارجية
- ستار وورز جيدي: فالين أوردر على موقع IMDb (الإنجليزية)